# Десантные катера на воздушной подушке проекта 1206
Десантные катера на воздушной подушке проекта 1206 «Кальмар» — по классификации НАТО — англ. Lebed class — серия высокоскоростных  советских катеров на воздушной подушке (КВП), предназначенных для выгрузки десанта и техники на необорудованный берег, также катера могли использоваться в составе больших десантных кораблей проекта 1174 «Носорог» или могли использоваться для перевозок грузов в портовых акваториях.
Относятся к кораблям 4-го ранга.

## Проект
Проект десантных катеров на воздушной подушке 1206 «Кальмар» был разработан в ПКБ «Алмаз» в начале 1970-х годов на основе малых десантных кораблей на воздушной подушке проекта 12321 «Джейран». Главным конструктором Л. В. Озимовым, главным наблюдающим за ходом разработки и строительства катеров со стороны ВМФ был капитан 2-го ранга В. А. Литвиненко.
В дальнейшем десантные катера на воздушной подушке проекта 1206 «Кальмар» явились основой для создания опытного артиллерийского катера «Косатка», многоцелевого десантного катера «Мурена», и телеуправляемого тральщика, который строился серийно в середине 1980-х годов.
Катера проекта 1206 использовались в составе больших десантных кораблей проекта 1174 «Носорог» (по 3 единицы). Также по 2 десантных КВП проекта 1206 предполагалось использовать в составе универсальных десантных кораблей проекта 11780.

## Конструкция

### Корпус
Так как за основу были взяты малые десантные корабли проекта 12321 «Джейран», компоновка десантно-высадочного катера на воздушной подушке проекта 1206 «Кальмар» во многом повторяет их компоновку.
Стандартное водоизмещение составляет 70 тонн, водоизмещение в грузу — 113 тонн. Максимальная длина 24,8 метра, ширина 10,8 метра, осадка на стопе составляет 1,3 метра. Грузовой отсек имеет сквозной проезд для техники и расположен в диаметральной плоскости. Служебные отсеки разнесены по бортам.

### ГЭУ и движитель
ГЭУ состоит из двух газовых турбин АЛ-20К, общей мощностью 20 000 л. с. Максимальная скорость хода до 55 узлов, крейсерская — 50 узлов. На ходу десантные катера «Кальмар» управляются воздушными рулями, размещёнными за движительным комплексом, а на малых скоростях — струйными рулями с отбором воздуха от осевых вентиляторов-нагнетателей. Маршевые движители представляют собой четырёхлопастные винты регулируемого шага диаметром 3,5 метра в кольцевых насадках.

### Вооружение
Боевое вооружение катера составляет одна спаренная 12,7-мм турельно-башенная установка «Утёс-М» (заводской индекс ТКБ-095). В навигационное оборудование входит навигационная радиолокационная станция (НРЛС) «Кивач-2».

### Десантная вместимость
Десантные катера проекта рассчитаны на перевозку одного среднего танка массой до 38 тонн, или двух БМП общей массой до (30 тонн), или 120 человек десанта, или 37 тонн груза.

## Строительство
Катера строились для Советского ВМФ в период с 1972 года по 1985 год на Приморском судостроительном заводе в Ленинграде и ССЗ «Море» в Феодосии.

## Состав серии
Всего построено около 20 катеров данного проекта. В настоящее время в составе Каспийской флотилии в строю осталось 2 единицы:
- МДК-141;
- МДК-146.